# Воробьёв, Иван Егорович
Ива́н Его́рович Воробьёв (1923, д. Галушино Псковской губернии — 1954, Александровский централ) — советский партизанский командир, после войны репрессирован, заключённый ГУЛАГа, организатор сопротивления в особых лагерях (Степлаге, Песчанлаге, Горлаге), «убеждённый беглец» (по выражению Солженицына:119-138).

## Биография
Уроженец деревни д. Галушино в Псковской области. До войны учился в городе Пскове в педагогическом техникуме, но закончить его не успел. Образование 9 классов. Член ВЛКСМ с 1939 года. В 1941 году зачислен на курсы младших лейтенантов в Ленинграде, но не окончил их и к воинскому званию представлен не был.
Сведения о деятельности во время войны крайне противоречивы. Широко распространённое мнение, что он был фронтовиком, танкистом, майором, имел звание Героя Советского Союза или был к нему представлен:136, 162, в настоящее время подтверждения не находит. Согласно материалам Верховного Суда Российской Федерации, во время оккупации, чтобы избежать отправки в Германию, поступил в немецкую полицию, через полгода ушёл в партизаны, служил командиром партизанского полка в Псковской области.
Очевидно, он не был мобилизован к началу войны. Как 16 марта 1954 года писал сам Воробьёв в жалобе на имя председателя президиума Верховного Совета, с июня 1942 года он являлся членом подпольной группы Рашневского сельсовета, созданной подпольным Псковским окружкомом ВКП(б). По заданию подпольной группы он поступил в немецкую полицию, где нёс патрульную и охранную службу с августа 1942 по февраль 1943. Утверждение Воробьёва, что он поступил в немецкую полицию по заданию подпольной группы Рашневского сельсовета, созданной подпольным окружкомом ВКП(б), современной надзорной инстанцией сочтено несостоятельным, так как считается, что Псковский окружком был организован лишь 2 февраля 1944 года.

### В партизанах
Важные сведения о партизане И. Е. Воробьёве приводит в своих воспоминаниях сотрудник НКВД Г. И. Репин, который в сентябре 1943 был направлен за 300 километров в партизанскую бригаду № 8, дислоцированную под Островом. Совершенно случайно Репин попал в отряд Воробьёва:

Воробьёв рассказал нам свою историю. Родом он был из соседней деревни и, чтобы избежать отправки в Германию, поступил служить в волостную полицию. Но через полгода забрал у полицейских оружие и вместе со своей женой Шурой ушёл в лес. Действовал на свой страх и риск: разгромил два волостных управления, уничтожил немецкие документы — и все это вдвоем с женой! Местные жители прятали его от немцев; за его голову была назначена крупная награда. Весной 1943 года к нему присоединились ещё три человека, бежавшие из немецкого плена, а за лето вырос отряд. Примкнули к нему и трое партизан из нашей бригады, отставшие вместе с Ковалёвым.
По словам Г. И. Репина до февраля 1943 года отряд Воробьёва не имел связи с другими партизанскими объединениями, то есть это значит, что до этого времени он действовал автономно. В Учётной карточке сказано, что с февраля 1943 по март 1943 служил командиром группы в отряде 8 партизанской бригады, это подтверждается и данными, что после февраля 1943 года Воробьёв вместе с группой единомышленников с захваченным у немцев оружием воевал вместе с псковскими партизанами. К осени 1943 отряд представлял внушительную силу. «Отряд в пятьдесят два бойца среди бела дня действует в восемнадцати километрах от Пскова, и никто о нём не знает» — пишет Репин. С марта по сентябрь 1943 командир 2-го партизанского отряда 5-го полка 8-й Ленинградской партизанской бригады. Г. И. Репин находил, что у «воробьёвцев» «дисциплины никакой, сплошная махновщина. Ребята рослые, сильные, вооружены трофейными автоматами, есть и пулемёты, но гранат почти нет». Совместно с отрядом Воробьёва Репин участвовал в атаке на взвод немецких прожектористов вблизи села Черёхи (пригород Пскова). После разгрома взвода Воробьёв оставил, как счёл Репин «по-мальчишески, хвастливо», записку: «Был, приду ещё! Воробьёв».
Вскоре после этого Воробьёв перешёл со своим отрядом в деревню Горушка. В трёх километрах от Горушки в селе Назимово стояла часть батальона РОА во главе с бывшим старшим лейтенантом Красной Армии Н. В. Ждановым. Штаб этого батальона с командиром Ламсдорфом располагался в селе Шванибахово (около с. Красные пруды). По словам Репина Иван Воробьёв стал ключевой фигурой в операции по разложению этой части противника. Репину вместе с Воробьёвым удалось уговорить вернуться в часть 9 перебежчиков для того, чтобы подготовить переход других солдат. Вместе с Воробьёвым Репин идёт на встречу с Ламсдорфом и Ждановым. Встреча ничего не дала. Воробьёв решает, взяв со сбой двоих бойцов, ехать прямо в гарнизон РОА, чтобы узнать истинное настроение солдат. Он вернулся целым и невредимым со словами: «— Я там попросил выстроить солдат и такую речугу им толкнул! Думаю, солдаты пойдут к нам!». По разработанному вместе с Репиным плану 11 октября 1943 года Воробьёв с группой тщательно отобранных бойцов подходит к гарнизону. Готовый к переходу офицер Зуевич объявляет тревогу. Через две-три минуты солдаты уже на плацу. После этого из темноты вышел Воробьёв со своими бойцами, скомандовал: «Все строем и к партизанам, марш!». Одновременно перешло 152 бойца. После совещания Репина с Воробьёвым, решили, что командиром лучше всего назначить Жданова. Около 40 перебежчиков остались в отряде Воробьёва. Из гарнизона были вывезены 3 станковых и 7 ручных пулемётов, 3 ротных миномёта, 141 винтовка, 4 автомата, 21 тысяча русских и 9 тысяч немецких патронов, 180 гранат, 225 мин для миномётов и 15 подвод другого имущества. Участие Воробьёва в организации перехода власовцев на сторону партизан подтверждают и другие источники. Поверивший Репину и Воробьёву старший лейтенант Н. В. Жданов позднее был арестован как «антисоветски настроенное лицо».
С сентября 1943 по март 1944 года был назначен командиром полка 8 партизанской бригады. В дневнике боевых действий 8-й Ленинградской партизанской бригады в оперативной сводке есть запись: «Отряд Воробьёва…21.10.1943 года в районе деревни Ланёва гора, 21 км юго-восточнее Пскова из засады уничтожил 2 грузовика и 9 солдат противника». Это были эстонские полицейские из 37-го охранного батальона. Среди крупных операций, проведённых отрядом Воробьёва, разгромленный гарнизон противника в населённом пункте Будник. В январе 1944 года отряд Воробьёва нанёс удар по магистрали Псков — Ленинград у разъезде Орлы (или станции Большие Орлы).

### После освобождения Пскова
После освобождения Псковской области в связи с расформированием партизанских отрядов 19 апреля 1944 года Иван Воробьев был направлен на стрелково-пулемётные курсы, до 16 марта 1946 служил в Советской Армии. Награждён медалями «Партизану Отечественной войны II степени», «За оборону Ленинграда», «За победу над Германией». После демобилизации работал в Псковских советских и партийных органах.

### Арест и заключение
21 июля 1948 года арестован «за службу в немецкой полиции, шпионскую деятельность и незаконное хранение оружия (без ссылки на закон)». 20 июля 1949 года приговорён ОСО при МГБ СССР на 25 лет лишения свободы по статьям 58-1"а" (измена родине, совершенная гражданскими лицами) (у Воробьёва при аресте был найден пистолет ТТ, однако, как следует из документов, в приговоре статья ч. 1 ст. 182 УК РСФСР (хранение огнестрельного оружия) не фигурировала).
Этапирован в Экибастуз. Организовал несколько побегов.

Убеждённый беглец! — это тот, кто ни минуты не сомневается, что человеку жить за решеткой нельзя:119
Так определяет А. И. Солженицын этот термин, изначально введённый другим «убеждённым беглецом» Г. П. Тэнно. В списке экибастузских убеждённых беглецов И. Е. Воробьёв занимает первое место.
Солженицын был свидетелем возвращения в лагерь Воробьёва и трёх соучастников его неудачного побега в конце августа 1950 года.

Из воронка вытолкнули четверых — избитых, окровавленных; двое спотыкались, одного тянули: только первый, Иван Воробьёв, шёл гордо и зло:68.
Это был прорыв на машине за зону с экибастузского известкового завода. Вооружённые ножами беглецы захватили ЗИС-150 вместе с шофёром, дав полный газ, прорвали проволочные заграждения. В этом побеге кроме Воробьёва участвовали Николай Салопаев, Мартиросов и присоединившийся в последнюю минуту математик Редькин (а Г. П. Тэнно и Н. Жданок отказались):137. Задержаны в 20 километрах от зоны.
26 января 1951 осуждён по ст. 58-14 (контр-революционный саботаж), 59-3 УК РСФСР и ст. 2 Указа от 4 июня 1947 к 25 годам лишения свободы.
2 ноября 1951 Воробьёв вместе с группой 5 человек снова ещё раз бежит с рабочего объекта Песчанлага на самосвале:138, захватив при этом бочку с 150—200 литрами бензина. Воробьев имел при себе командировочное удостоверение на имя старшего оперуполномоченного, заверенное поддельными штампом и печатью. 12 ноября 1951 года беглецы задержаны.
За этот побег осуждён 25 марта 1952 лагерным судом Песчанлага по ст. 58-14, ст. 72 ч. 1 (подделка удостоверений) УК РСФСР и ст. 2 Указа от 4 июня 1947 к 25 годам ИТЛ.
По мнению Солженицына, недостатком Воробьёва была чрезмерная для зэка открытость («На беду он не может принять тюремной окраски — приблатнённости, помогающей беглецу. Он сохранил фронтовую прямоту, у него — начальник штаба, они чертят планы местности и открыто совещаются на нарах. Он не может перестроиться к лагерной скрытости и хитрости, и его всегда продают стукачи») и то, что постоянно всё брал на себя и не мог в нужную минуту уступить более умелому, в частности, он не отдал руль захваченной машины профессиональному шофёру Николаю Жданку:136, 137.
8 сентября 1952 этапирован со штрафным Карагандинским этапом в Дудинку. В заключении в 3 (каторжном) лаг. отделении Горлага МВД СССР.
Уже в Горлаге был третий лагерный срок за подготовку группового побега из Норильска. У беглецов обнаружили белые простыни и наволочки для маскировки, запас продуктов, 6 фиктивных удостоверений и командировочных предписаний. Арестованы 30 сентября 1952 года. 9 декабря 1952 лагерный суд осудил Воробьёва на срок 10 лет по ст. 19-58-14 (намерение контр-революционного саботажа), ст. 72 ч. 1 УК РСФСР.

#### Норильское восстание
4 июня 1953 возглавил заключённых, отбивших Милова и И. Смирнова, которых заталкивали в камеру № 3 ШИЗО — «молотилку» (для избиения сотрудничавшими с администрацией уголовниками), при этом ранен ударом палки в голову охранником.
Во время Норильского восстания заместитель председателя забастовочного комитета Б. А. Шамаева в 3 л/о Горлага. Организовал в подвале барака кузницу, где изготавливали из оконных решёток пики и ножи. Комитет забастовщиков закрыл и опечатал кузницу. После чего Воробьев с Игнатьевым, Рудиком и Головко восстановил кузницу в другом бараке. 27 июля Воробьев вынес на обсуждение комитета свою программу, состоящую из двух частей: «Наши недостатки» и «Что делать». Он предлагал «перейти к агитации масс не в духе веры в Советское правительство, а в духе военной организованности и военной диктатуры». Программа отклонена, Воробьёва исключили из комитета за повторную организацию производства холодного оружия и другие действия, не согласованные с забастовочным комитетом. После подавления восстания было найдено две сотни пик и 6 ножей, которые служили вещественными доказательствами на суде. Шамаев описывает, что в ночь на 4 августа перед подавлением восстания несколько заключённых по указанию уже исключённого из руководства Воробьёва имитировали наличие у них автоматического оружия (муляж станкового пулемёта был сделан из трёхколёсного велосипеда (реквизит драмкружка) и швабры, накрытых бушлатом и т. п.). По мнению Шамаева такие действия могли спровоцировать охрану на применение огнестрельного оружия.
По сведениям оперотдела Горлага во время восстания в пошивочной мастерской 3 лаг. отделения для Воробьёва и его группы была изготовлена форма военнослужащих войск МВД, которую он и его сообщники были намерены использовать для побега во время суматохи при операции по подавлению забастовки.
23 октября 1953 арестован по обвинению по ст. 59-2 УК РСФСР. Помещён в Красноярскую тюрьму вместе с другими подследственными по делу о Норильском восстании в 3 л/о Горлага Б. А. Шамаевым, П. У. Тарковзаде, П. В. Миколайчуком, А. Д. Игнатьевым. 24 июля 1954 года Красноярским краевым судом приговорён к 25 лет ИТЛ (из них первые 10 лет тюремного режима и последующее поражение в правах сроком на 5 лет) с поглощением неотбытого наказания по ранее вынесенным приговорам. Отбывал срок в Александровском централе (тюрьма № 5), где умер в конце 1954 от водянки, вызванной многочасовым избиением после подавления Норильского восстания 1953 года.

## Вопрос реабилитации

Учётная карточка партизана И.Е. Воробьёва

10 марта 1993 Верховный Суд РСФСР реабилитировал Воробьева по делу о Норильском восстании. (Арх. № дела П-21078).
В 1996 году Псковская областная прокуратура отказала в реабилитации Воробьева по его первому делу.
Верховный Суд Российской Федерации как минимум дважды рассматривал дело о реабилитации И. Е. Воробьева по обвинениям 1949 года.
20 августа 2011 Судебная коллегия по уголовным делам Верховного Суда РФ признала его обосновано осуждённым по части 1 статьи 182 и не подлежащим в реабилитации, заключение об отказе в реабилитации по ст. 58-1"а" возвращено в Генеральную прокуратуру для дополнительной проверки.
6 февраля 2012 года решением судей А. В. Старкова, К. Е. Скрябина и Н. П. Безуглого по представлению зам. генерального прокурора С. Г. Кехлерова определено считать И. Е. Воробьева справедливо осуждённым по ст. 58-1"а" и не подлежащим реабилитации. Аргументами прокуратуры, принятыми судом, было то, что Прокуратуре не удалось найти доказательств существования подпольной группы в Рашневском сельсовете, а также то, что согласно источникам Ген. прокуратуры Псковский окружком ВКП(б) был организован только 2 февраля 1944 года,  а участие Воробьева в боевых действиях в составе партизанских отрядов «не является основанием для реабилитации» согласно закону РФ «О реабилитации жертв политических репрессий» от 18 октября 1991 года.

## Семья
К моменту поступления в партизанский отряд был женат. Семья состояла из 7 человек,  в «Учётной карточке партизана» упоминается также Матрёна Ал. Алексеева, её степень родства с И. Е. Воробьёвым неясна. Дочь младшей сестры Нина Рыженкова живёт в Курске. Борьбу за реабилитацию И. Е. Воробьева ведёт потомок жителей Ланевой Горы Геннадий Хитров, в ней также участвует племянница Нина Рыженкова.
- Жена — Александра Кузьминична Семёнова
  - Сын — Олег
- Сестра — Зинаида Егоровна Воробьёва (1919—?), участница партизанского движения.
- Брат — Михаил Егорович Воробьёв (?—?), участник партизанского движения.
- Сестра — Вера Егоровна Воробьёва (1926—?), участница партизанского движения.